# Cosmarium intermedium
Cosmarium intermedium là một loài Song tinh tảo trong họ Desmidiaceae, thuộc chi Cosmarium.